# Mittenothamnium submacrodontium
Mittenothamnium submacrodontium là một loài Rêu trong họ Hypnaceae. Loài này được (Geh. & Hampe) Cardot mô tả khoa học đầu tiên năm 1913.